# カロル・スヴェルチェフスキ

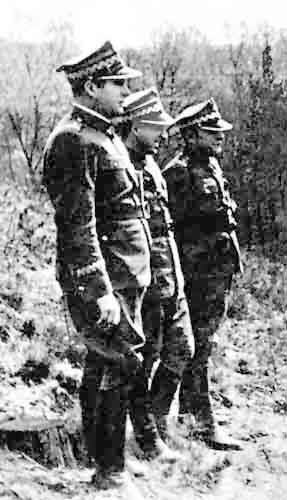
（左から右へ）ミハウ・ロラ＝ジミェルスキ、マリアン・スピハルスキ、カロル・シフィエルチェフスキ

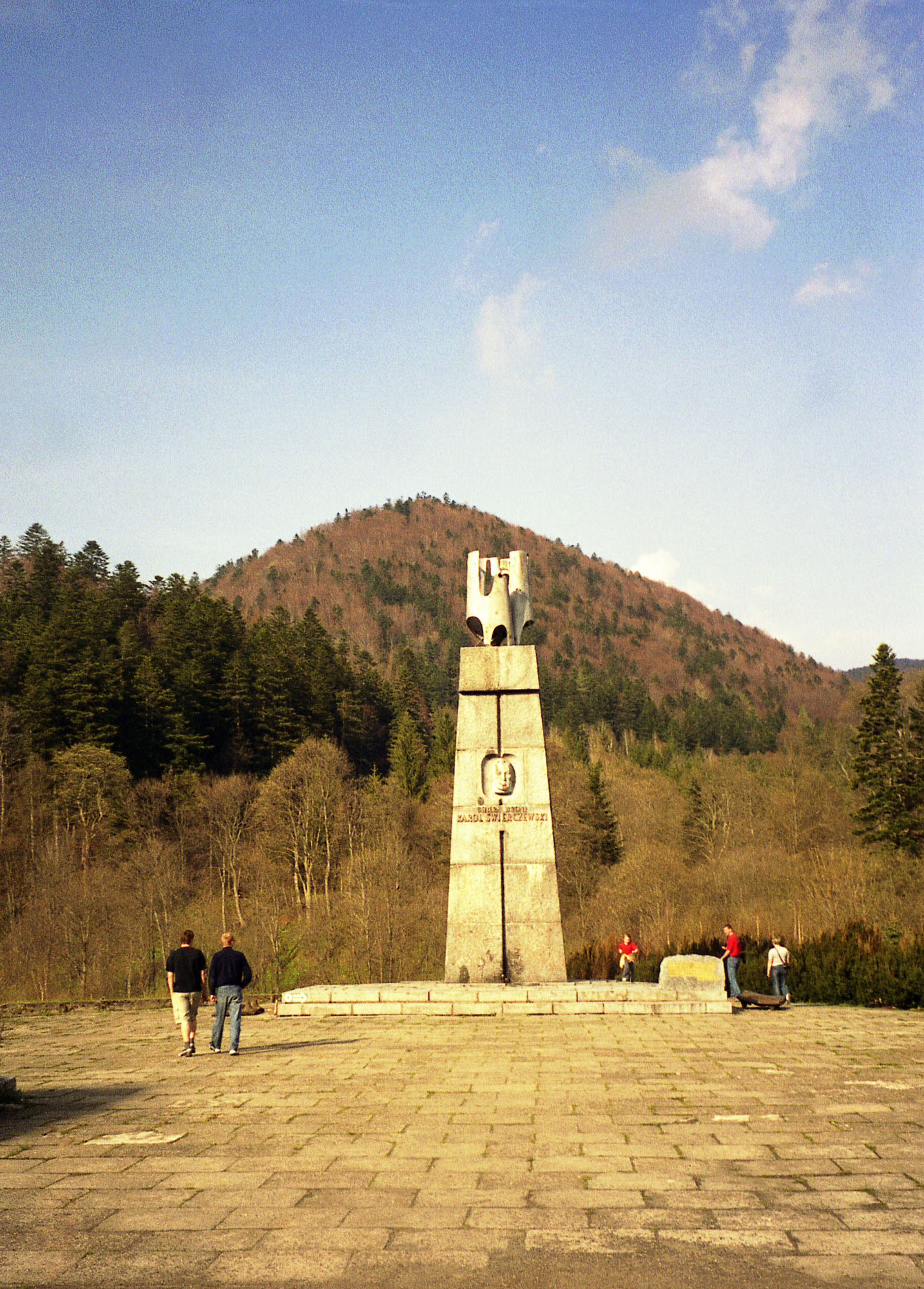
ビェシュチャディ山脈の戦死地点近くに立つシフィエルチェフスキ記念碑

カロル・ヴァツワフ・シフィエルチェフスキ（ポーランド語: Karol Wacław Świerczewski、1897年2月22日 - 1947年3月28日）は、ポーランド生まれのソビエト連邦の軍人。ポーランド人。赤軍、スペイン第二共和政、及び戦後のポーランド国民統一臨時政府に服務した。コードネームのウォルター（Walter）でも知られる。
1988年から発行されていた50ズウォティ紙幣に肖像が使用されていた。

## 経歴

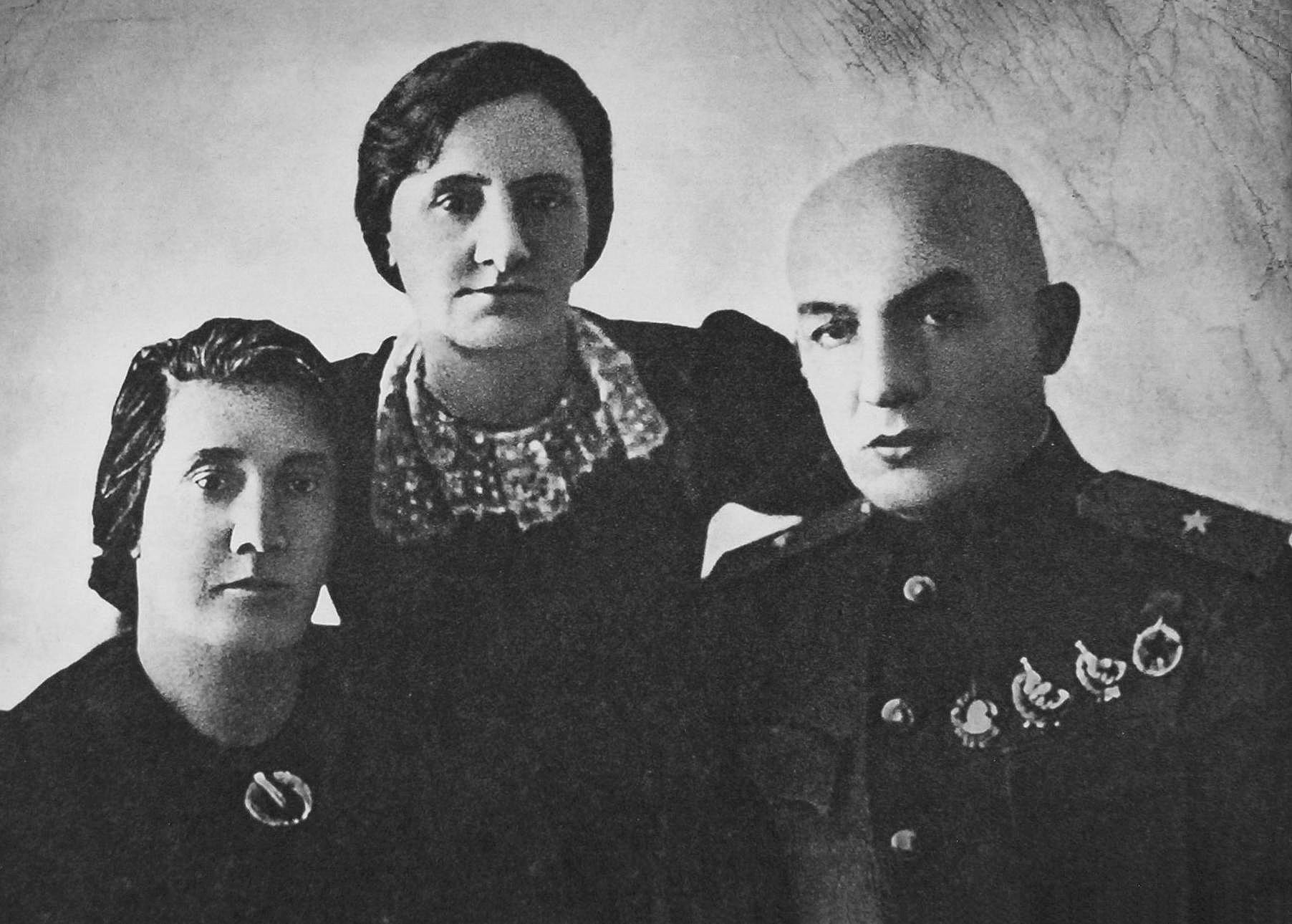
シフィエルチェフスキ(右)1943年モスクワ

カロル・シフィエルチェフスキは、貧しい労働者階級の家庭に生まれ育った。12歳の時、ワルシャワの工場へ働きに行き、第一次世界大戦勃発後の1915年まで勤めた。この年、彼はモスクワへ避難した。1918年、ボルシェヴィキに参加し、ロシア内戦において赤軍兵士として戦った。ポーランド・ソビエト戦争中、彼はソビエト側で戦い負傷した。1928年、赤軍創設10周年式典において、彼は初の軍事勲章となる赤旗勲章 (No.146) を受章した。
1921年から、シフィエルチェフスキはソビエトの School of Red Communars で学んだ。1927年、モスクワのフルンゼ名称軍事アカデミーを修了し、労農赤軍参謀部に勤めた。
1936年、「ウォルター将軍」の異名で、スペインに向かったシフィエルチェフスキはスペイン内戦において第14国際旅団、後に第35国際師団を率いた。カモフラージュもせず綺麗なままの漆黒のクライスラー・リムジンに乗り、しばしば前線を直接視察することもあった。一方で、フランコ軍との戦いのほか、国際旅団の粛清や捕虜の銃殺に手を染めた。Ｋ・シフィエルチェフスキはアーネスト・ヘミングウェイの『誰がために鐘は鳴る』におけるゴルツ将軍のモデルとなったと広く信じられている。
1938年からフルンゼ名称軍事アカデミーの講師となり、1941年6月、少将となる。
第二次世界大戦の勃発により、シフィエルチェフスキはソ連軍の将軍として軍務に就き、第248狙撃師団を指揮した。1942年1月、キエフ歩兵学校（アチンスク市）長。
しかし1943年8月、ソ連の統制下に創設された東部戦線のポーランド人部隊、第1ポーランド軍団の副軍団長の1人となった。1944年、彼はポーランド労働者党 (Polish Workers' Party) 及びポーランド臨時政府幹部の1人となった。1944年冬から45年春、西部ポーランドの戦いからベルリンの戦いまでの間、彼は第2ポーランド軍を指揮した。
1944年12月から始まったウジツェ作戦（operacja łużycka）では、アルコール中毒によるシフィエルチェフスキのでたらめな命令と、それに反発する部下とのあつれきにより、作戦は失敗し、自軍に4902人の死者、2798人の行方不明者、10532人の負傷者を出した。ソ連軍のコーネフ元帥の仲介によって、ようやく潰滅を免れる有様だった。
1946年2月、シフィエルチェフスキはポーランド国防次官となった。彼はポーランドに共産主義政権を確立してゆく間、ポーランドにおける共産主義に対する抵抗運動の迫害に関わり、多くの死刑宣告に署名した。

## 議論ある死

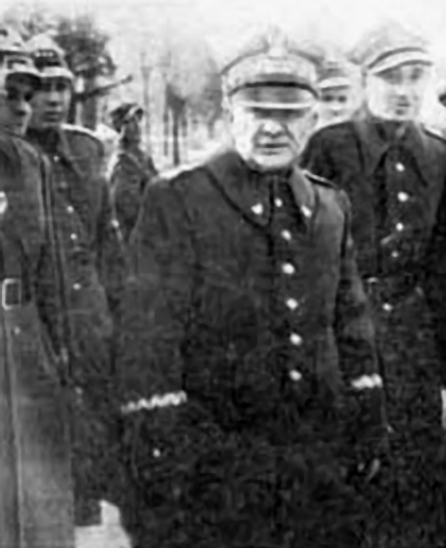
生前最後のシフィエルチェフスキ将軍の視察（1947年3月27-28日）

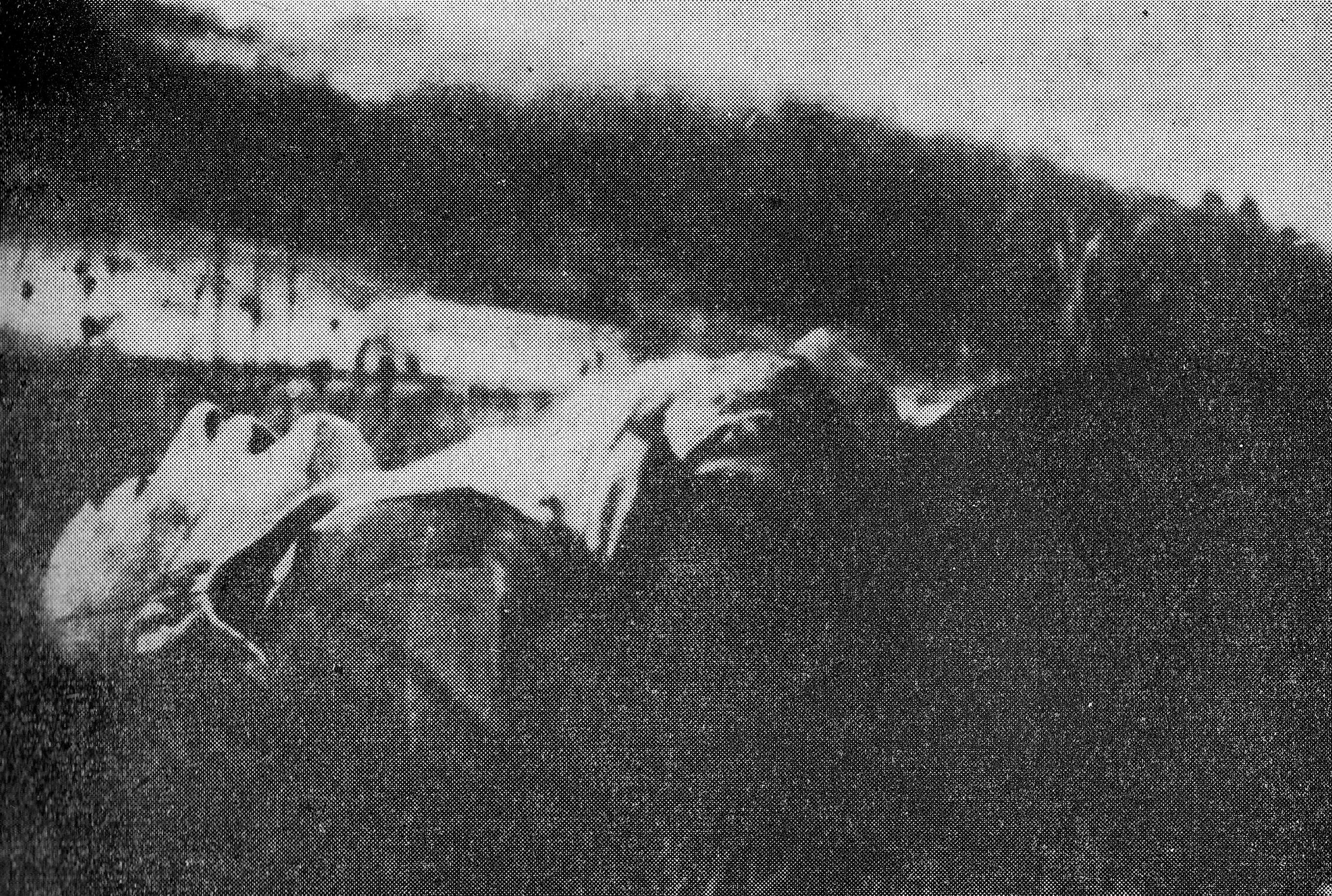
死亡したシフィエルチェフスキ将軍

第二次世界大戦終結後の数年間、ウクライナ民族主義者たちの反乱は、ポーランド南東部で戦闘を続けるウクライナ蜂起軍 (UPA) により主導されていた。同地域では。ポーランド民衆に対する民族浄化をめざした暴力が伴われていた。これは、ウクライナ農村部の民衆の一部で広く支持され、1949年まで続いた。いくつか散発的な戦闘は、さらに1956年まで起きていた。
1947年3月、ウクライナ人と戦うポーランド部隊の視察に護衛を連れずに向かい、バリグルト村の近くでウクライナ蜂起軍による待ち伏せ攻撃に遭った。敵との小競合いの中で重傷を負い、数時間後に死亡した。ウクライナ人が将軍の来訪をなぜか知っていた一方で、彼の護衛が技術的問題を理由に2台の兵士運搬トラックで引き離されていたことは、ソ連の命令によるものであり、待ち伏せ攻撃はソ連情報機関により準備されていた、と主張する陰謀説が存在する。シフィエルチェフスキはポーランド人であるが、スペイン内戦におけるソ連の手先としての「功績」と、長く赤軍の戦闘記録を持つソ連軍将校であったにもかかわらず、ソ連の命令により以前から、ベルリンクやロラ＝ジミェルスキなどの戦前のポーランド軍将校よりも下位に置かれていた。
シフィエルチェフスキの死は、ポーランド南東部の領土から「回復された領土」（戦後にポーランドがドイツから得た地域）への、事前計画段階であったウクライナ人住民の強制移住 (ヴィスワ作戦) の直接の口実とされた。社会主義ポーランドにおける多くの神話は、「3つの軍隊の将軍」カロル・シフィエルチェフスキにまつわるものであった。しかし、彼の生涯の詳細、特にポーランド・ソビエト戦争中の赤軍における勤務、同様にスペイン内戦の記録の詳細は、決して語られることはなかった。

## 遺産
1989年以降、ワルシャワ条約機構の崩壊と「連帯」政権の樹立で、ポーランドがソ連の支配から独立を回復したとき、ポーランドの共産主義体制の手先としてのその活動故に、彼の数多くの記念碑は撤去され、通りは改名された。
2003年5月21日、「ポーランド退役軍人・元独立運動闘士協会」（Porozumienie Organizacji Kombatanckich i Niepodległościowych）は、シフィエルチェフスキがポーランド国民に対して犯した犯罪の調査を、国家記銘院 (IPN) クラクフ支部に要請した。書簡の中で、彼らはシフィエルチェフスキが「モスクワに隷属した共産主義政権を強制することで、ポーランド国民を奴隷化しようと自覚して働いた者たちの一人」（jedna z osób, które działały świadomie na rzecz zniewolenia Narodu Polskiego przez narzucony Polsce, wasalny wobec Moskwy reżim komunistyczny）であったことを呼び起こした。犯罪の中でも、期間満了の対象ではなく、IPN により調査されるべきとされたものは、ソ連統制下の第2ポーランド軍の司令官在職中、シフィエルチェフスキにより署名されたポーランド軍兵士・将校に対する29の死刑宣告書である。

## 写真
自身が被写体となることは不本意であった一方で、シフィエルチェフスキは鋭敏なアマチュアカメラマンであった。彼の娘は、スペイン・アルバセテの「国際旅団友好協会」 (Asociación de Amigos de las Brigadas Internacionales) に、アーカイブの重要な一部となる333点の写真を寄贈した。